# Bachiqa
Bashiqa (kurde : Başîk, arabe : بعشيقة, Ba'shiqah, syriaque : ܒܝܬ ܥܫܝܩܐ) est une ville située en Irak au nord-est de Mossoul. Elle est située dans la province de Ninive.

## Historique
Avant sa prise par l'État islamique en 2014, Bachiqa était principalement peuplée de yézidis.
L'offensive de Bachiqa a lieu en décembre 2015.
Occupée par l'État islamique, la ville est assiégée par les Pershmergas kurdes le 20 octobre 2016 au début de la bataille de Mossoul, et libérée au début du mois de novembre.